# Alexandru Ghera
Alexandru Ghera (n. ? - d. ?) a fost un deputat în Marea Adunare Națională de la Alba Iulia, organismul legislativ reprezentativ al „tuturor românilor din Transilvania, Banat și Țara Ungurească”, cel care a adoptat hotărârea privind Unirea Transilvaniei cu România, la 1 decembrie 1918.

## Biografie
Alexandru Ghera a fost delegat  al Societății pentru fond de teatru român, filiala Beiuș.